# Koninkrijksdag
På Koninkrijksdag dansk: (Kongerietsdag; engelsk: Kingdom Day; frisisk: Keninkryksdei; papiamento: Dia di Reino) fejres at dronning Juliana, den 15. december 1954, skrev under på Statutten for Kongeriget Nederlandene.
I statutterne fastlægges forholdene mellem de forskellige lande i Kongeriget Nederlandene; oprindeligt var dette Nederlandene, Nederlandske Antiller, Ny-Guinea og Surinam. Efter underskrivelsen har Ny-Guinea og Surinam forladt kongeriget, og i 1986 blev Aruba en selvstændig del af det. Siden 2006 gælder statutterne dermed for Nederlandene, Aruba, (siden 1986) Curaçao og Sint Maarten (siden 2010).
Siden 2005 afholdes hvert år et Koninkrijksconcert (dansk: Kongerigskoncert) for at fejre samarbejdet mellem Nederlandene og de oversøiske territorier. Der har optrådt flere internationale musikere på disse concerter.
Når 15. december falder på en søndag, fejres dagen på mandag den 16. december. Koninkrijksdag er, i modsætning af Koningsdag (dansk: Kongensdag), ikke en officiel national fridag, men er en officiel flagdag, hvor alle offentlige bygninger flager med Nederlandenes flag.

## Mindemønter
13. december 2004 blev der, i anledning den halvtredsindstyvende fejring af Kongerigets dag, slået seks erindringsmønter ved Koninklijke Munt i Utrecht. De første eksemplarer blev samtidig slået af tre prominente politikere; for Nederlandene stillede vicestatsminister Thom de Graaf, for Nederlandske Antiller statsminister Etienne Ys og for Aruba statsminister Nelson Oduber.
- for Nederlandene: en guldmønt pålydende ti euro og en sølvmønt på fem euro, begge designede af Rudy Luijters;
- for Nederlandske Antiller en gylden i guld og en i sølv, begge designede af Ans Mezas-Hummelink;
- for Aruba en florin i guld og en i sølv, begge designede af Evelino Fingal.

## Naturalisationsdag
Den 15. december fejres også Naturalisationsdag. Her inviteres de personer der i løbet af året blev naturaliseret. Før 2008 blev dagen afhold den 24. august.